# Cozola submarginata
Cozola submarginata är en fjärilsart som beskrevs av Walker 1865. Cozola submarginata ingår i släktet Cozola och familjen tofsspinnare. Inga underarter finns listade i Catalogue of Life.